# Nespouls
Nespouls é uma comuna francesa na região administrativa da Nova Aquitânia, no departamento de Corrèze. Estende-se por uma área de 20,14 km². Em 2010 a comuna tinha 650 habitantes (densidade: 32,3 hab./km²).